# Paul Rohloff

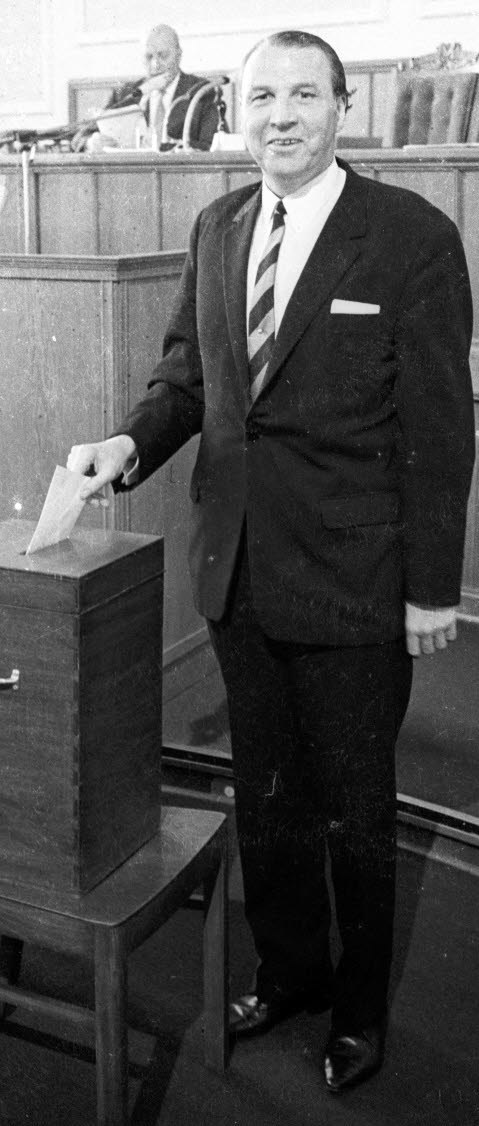
Paul Rohloff (1967)

Paul Rohloff (* 15. Dezember 1912 in Hamburg; † 13. August 2000) war ein deutscher Politiker (CDU). Er war von 1964 bis 1971 Präsident des Landtages von Schleswig-Holstein.

## Leben und Beruf
Nach dem Abitur an der Oberrealschule Eppendorf in Hamburg absolvierte Rohloff, der Sohn eines Postbeamten war, ein Studium der Rechtswissenschaft in München und Hamburg, welches er mit dem ersten Staatsexamen beendete. Im Wintersemester 1933 wurde er Mitglied der Landsmannschaft Hannovera auf dem Wels (heute Landsmannschaft Hansea auf dem Wels) in München. An der Universität Hamburg erfolgte 1939 seine Promotion zum Dr. jur. bei Rudolf Laun mit der Arbeit „Die rechtliche Stellung der Deutschen Arbeitsfront“. Nach dem Referendariat, das ab Februar 1940 durch die Teilnahme als Soldat am Zweiten Weltkrieg unterbrochen wurde, legte er auch das zweite Staatsexamen ab. Während des Referendariats wurde ihm bescheinigt „Herr Dr. Rohloff ist Nationalsozialist und als politischer Leiter in der Partei tätig.“ Im Entnazifizierungsverfahren bezeichnete er diese Einschätzung als „s.Zt. allgemein übliche Gefälligkeit“, die „das berufliche Fortkommen“ habe befördern sollen. Gegen Kriegsende gerät er in amerikanische Kriegsgefangenschaft. Danker und Lehmann-Himmel charakterisieren ihn in ihrer Studie über das Verhalten und die Einstellungen der Schleswig-Holsteinischen Landtagsabgeordneten und Regierungsmitglieder der Nachkriegszeit in der NS-Zeit als „politisch angepasst“.
Nach dem Krieg war Rohloff zunächst als Syndikus und später als Rechtsanwalt tätig.
Paul Rohloff war verheiratet und hatte zwei Kinder.

## Politik
Rohloff trat zum 1. Dezember 1937 in die NSDAP ein (Mitgliedsnummer 5.995.300). Er trat 1946 in die FDP ein, wechselte aber 1953 zur CDU. Er gehörte ab 1955 dem Kreistag des Kreises Herzogtum Lauenburg an und war dort von 1956 bis 1964 Vorsitzender der CDU-Fraktion. Von 1950 bis 1954 war er erstmals Mitglied des Landtages von Schleswig-Holstein. Dort verließ Rohloff am 9. Februar 1951 die FDP-Landtagsfraktion und schloss sich mit dem ebenfalls aus der FDP-Fraktion ausgeschiedenen Abgeordneten Alexander Pracher zur „Deutschen Sammlung“ zusammen. Nachdem er ab dem 30. Januar 1953 bei der CDU-Fraktion hospitiert hatte, wurde er am 23. Februar 1953 schließlich Mitglied der CDU-Landtagsfraktion.
Von 1958 bis 1971 gehörte Rohloff dann erneut dem schleswig-holsteinischen Landtag an. In dieser Zeit war er vom 11. Januar 1963 bis zum 30. März 1964 stellvertretender Vorsitzender der CDU-Landtagsfraktion und vom 6. April 1964 bis zum 15. Mai 1971 Präsident des Landtages. Rohloff ist 1950 als direkt gewählter Abgeordneter des Wahlkreises Stormarn-Süd und ab 1958 stets als direkt gewählter Abgeordneter des Wahlkreises Lauenburg-Süd in den Landtag eingezogen.
Rohloff war Vorsitzender beider parallel laufender Untersuchungsausschüsse zur Heyde/Sawade-Affäre (1959–61) und 1963/65 auch des Untersuchungsausschusses zur Aufklärung der Situation im Polizeiwesen. Nachdem er gemeinsam mit seinem Abgeordnetenkollegen Heinz Adler (SPD) Werner Heyde in der Untersuchungshaft besucht hatte, stellten beide im Untersuchungsausschuss zum Heyde-Sawade-Fall fest, von einem Schuldbewusstsein könne bei Heyde nicht die Rede sein. Er sei ein ehrgeiziger und außerordentlich geltungssüchtiger Mensch, dem seine Karriere wahrscheinlich über alles gegangen sei.
Er gehörte 1954 der zweiten und 1964 der vierten Bundesversammlung an.

## Ehrungen
1966 wurde er mit dem Großkreuz des Bundesverdienstordens ausgezeichnet.

## Veröffentlichungen
- Die rechtliche Stellung der Deutschen Arbeitsfront, Würzburg 1939 (= Dissertation an der Universität Hamburg).